# 関西学生アメリカンフットボール連盟
関西学生アメリカンフットボール連盟（かんさいがくせい - れんめい、英語: Kansai Collegiate American Football Association）とは、近畿地方2府4県（京都府・大阪府・滋賀県・兵庫県・奈良県・和歌山県）及び岡山県・鳥取県・徳島県における大学のアメリカンフットボール部が所属する連盟であり、日本学生アメリカンフットボール協会の傘下団体である。

## 略史

### 関西鎧球連盟時代
関西におけるアメリカンフットボールの歴史は、1935年に大阪YMCAに勤務していた松葉徳三郎の呼びかけにより関西大学が創部したことに始まる。1938年には、日本にアメリカンフットボールを普及させたポール・ラッシュ等の尽力により日本米式蹴球協会が設立され、東京の5大学（立教大学、明治大学、早稲田大学、慶應義塾大学、法政大学）と関西大学が加盟。同時に同協会関西支部（松葉徳三郎支部長）が設立された。同年、後のライスボウルに繋がる第1回の東西対抗戦が行われている。
暫くは関西には、関西大学以外の大学チームが存在しなかった（神戸外国人クラブ、関西フットボールクラブ等の社会人チームは存在した）が、1940年に同志社大学が創部したため、リーグ発足の基礎が出来上がり、翌1941年に、東京学生アメリカンフットボール連盟設立に7年遅れて関西鎧球連盟が設立された。連盟設立後、新たに創部した関西学院大学が加盟することで、秋には第1回のリーグ戦が、関西大学・同志社大学・関西学院大学の3校に関西OBクラブを加えた4チームで開催され、関西大学が優勝した。翌1942年には春季と秋季に関西大学・同志社大学・関西学院大学の3大学リーグ戦を開催し、春季・秋季ともに関西大学が優勝した。しかし、1943年にアメリカンフットボールが敵性スポーツとして禁止され関西鎧球連盟は解散となった。

### 戦後
第二次世界大戦の終結後、1946年2月に関西大学・同志社大学・関西学院大学の3大学で関西米式蹴球連盟が設立される。同年4月・5月に3大学のOBも含めた全関西大学・全同志社大学・全関西学院大学によるリーグ戦が行われ、全関西大学が優勝。同年9月関西アメリカンフットボール連盟に改称。10月のリーグ戦は大学生のみの3大学リーグ戦が行われ、同志社大学が優勝し、1947年春に東西大学王座決定戦である第1回「甲子園バウル(ボウル)」が開催された。以降順調に発展を遂げ1989年に関西アメリカンフットボール連盟が関西アメリカンフットボール協会と関西学生アメリカンフットボール連盟に分離・独立して現在に至る。

## 沿革
- 1935年 関西大学創部。10月に関西学生最初の試合となる部内戦（青組21-12白組）を行う。
- 1938年 日本米式蹴球協会設立（浅野良三会長、ポール・ラッシュ理事長）。同関西支部設置（松葉徳三郎支部長）。第1回東西対抗開催。第2回定期戦で関西大学が法政大学を55－7で下して初勝利を挙げる。
- 1940年 同志社大学創部。
- 1941年 関西鎧球連盟設立。関西学院大学が創部し、3月に加盟。11月に第1回リーグ戦開催（優勝は関西大学）。
- 1942年 春季・秋季リーグ戦を開催。関西大学が春秋連続優勝を達成。
- 1943年 大学運動部解散命令により、関西鎧球連盟は事実上解散。
- 1946年 関西米式蹴球連盟設立（池尻浩三会長、松葉徳三郎理事長）。9月に関西アメリカンフットボール連盟と改称。加盟3大学（関大・同志社・関学）で秋季リーグ戦を行い、関西学院大学と同志社大学が同率1位となった。その後2度のプレーオフにより、同志社大学が初代優勝を決め、翌年第1回甲子園ボウルに出場した。
- 1947年 京都大学が加盟。加盟4大学（関大・同志社・関学・京大）で秋季リーグ戦が争われる(~1952年)。関西大学が初優勝。
- 1948年 関西大学が甲子園ボウルで明治大学を下して初優勝。秋季リーグ戦では関西大学と関西学院大学が両校優勝。関西大学がプレーオフに勝利し甲子園ボウル出場。この年、関西学院大学のリーグ連勝記録・連続優勝記録が始まる。
- 1949年 関西学院大学が初の単独優勝。甲子園ボウルでも慶應義塾大学を下して初優勝。この年から関西学院大学のリーグ連続単独優勝記録が始まる。
- 1951年 第1回長浜ボウル（現在の長浜ひょうたんボウル）開催。
- 1952年 第1回神戸ボウル（全星陵高校6-0全兵庫高校）開催。
- 1953年 立命館大学が加盟。リーグ戦は加盟5大学（関大・同志社・関学・京大・立命）で争われる(~1955年)。
- 1954年 第1回西宮ボウル（全関西27-6全関東）開催。
- 1955年 関西学院大学が無失点でリーグ制覇（以降6年間無失点記録が続く）。
- 1956年 甲南大学が加盟。リーグ戦は加盟6大学（関大・同志社・関学・京大・立命・甲南）で争われる(~1966年)。関西学院大学が甲子園ボウル4連覇達成。甲子園ボウルが初めてテレビ（NHK）で中継される。
- 1957年 京都大学が部員不足で秋季リーグ戦出場辞退。
- 1960年 大阪靱公園にある大阪スポーツマンクラブ内に連盟事務局を設置。
- 1966年 リーグ戦初の有料試合が西宮球技場で開催される（関学×関大）。近畿大学が加盟。1967年からリーグ戦参加。
- 1967年 近畿大学がリーグ戦参加。リーグ戦は加盟7大学（関大・同志社・関学・京大・立命・甲南・近大）で争われる（~1969年・1968年からこの7校が1部へ移行）。
- 1968年 追手門学院大学、大阪大学、桃山学院大学、大阪芸術大学、姫路工業大学が加盟。2部制に移行。1部は関大・同志社・関学・京大・立命・甲南・近大の7大学。
- 1969年 リーグ戦の「有料試合」化開始。大阪産業大学他6大学が加盟。2部をA・Bの2グループ制にする。
- 1970年 1部8校の現行のリーグ戦スタイルが確立。1部は関大・同志社・関学・京大・立命・甲南・近大・桃山の8大学（1部-2部入替戦も開始）。名古屋学院大学・愛知学院大学が加盟。2部リーグを近畿学生リーグに改称。
- 1973年 金沢工業大学・福井大学が加盟。近畿学生リーグが3ブロック制に。
- 1974年 龍谷大学が創部。翌年にリーグ加盟。
- 1975年 関西学生リーグから東海学生リーグが独立（名古屋学院大学・愛知学院大学・中京大学・岐阜歯科大学・愛知大学の5大学で結成）。神戸大学が創部、リーグに加盟。
- 1976年 京都大学が関西学院大学のリーグ連勝記録を145で止める。関西学院大学と京都大学が両校優勝となり、プレーオフに勝利した関西学院大学が甲子園ボウル出場。関西学院大学のリーグ連続単独優勝記録が27でストップ。龍谷大学、神戸大学がリーグ戦参加。
- 1977年 リーグ戦が初めてテレビ中継される（関学×京大、「涙の日生球場」）。関西学院大学が史上初の甲子園ボウル5連覇達成（最多タイ）。
- 1979年 関西学院大学と同志社大学が両校優勝。プレーオフに勝利した関西学院大学が甲子園ボウル出場。北陸学生リーグが独立（金沢工業大学・福井大学・金沢経済大学・金沢医科大学の4大学で結成）。
- 1980年 関西学院大学と近畿大学が両校優勝。プレーオフに勝利した関西学院大学が甲子園ボウル出場。
- 1982年 京都大学が初の単独優勝で甲子園ボウル初出場。関西学院大学のリーグ連続優勝記録は34でストップ。
- 1983年 京都大学がリーグ2連覇達成。甲子園ボウルで日本大学を下して初優勝。翌年のライスボウルも制して初の日本一に。
- 1984年 関西学院大学と近畿大学が両校優勝。プレーオフに勝利した関西学院大学が甲子園ボウル出場。
- 1985年 リーグを2部制から3部制（関西学生・近畿学生2部・近畿学生3部）に編成替え。
- 1987年 京都大学がリーグ連覇。甲子園ボウルも連覇する。
- 1988年 京都大学がライスボウル2連覇達成。関西電力協賛によるFLASH BOWL SERIES開始。
- 1989年 関西アメリカンフットボール連盟が関西アメリカンフットボール協会と関西学生アメリカンフットボール連盟に分離・独立する。
- 1990年 第1回平成ボウル開催（UCバークレー・関西学院大学連合30-26アリゾナ大学・立教連合）
- 1991年 阪急西宮球場が阪急西宮スタジアムに名称変更し、西宮球技場とともにリーグ戦主要会場となる。連盟事務局を阪急西宮スタジアム内に設置する。関西学院大学と京都大学が両校優勝。プレーオフの結果、関西学院大学が甲子園ボウル出場。
- 1993年 関西学生リーグ1部をDivision 1に、近畿学生リーグ2部・3部を関西学生リーグDivision 2・Division 3に名称変更（以降Div.で表記）。
- 1994年 立命館大学が全勝で初優勝。同年の甲子園ボウルで法政大学を破り初の日本一に。関西学院大学・京都大学・立命館大学の「3強」時代が到来。
- 1996年 京都大学が4度目のライスボウル制覇（史上最多タイ）。京都大学・関西学院大学・立命館大学が6勝1敗で並びリーグ史上初の3校同時優勝。プレーオフの結果、京都大学が甲子園ボウル出場。
- 2001年 関西学院大学が3年連続単独優勝達成。関西学院大学の27年連続単独優勝(1949-75)以来の快挙。
- 2002年 関西学院大学がライスボウル初制覇。阪急西宮スタジアム・西宮球技場での試合開催が終了。平成ボウルがNEW ERA BOWLとしてリニューアルされる。関西アメリカンフットボールコーチ協会が発足。
- 2003年 立命館大学がライスボウル初制覇。人工芝を導入した王子スタジアムの供用開始。連盟事務局を王子スタジアム内に移設。
- 2004年 立命館大学がライスボウル2連覇達成。リーグ戦は、立命館大学と関西学院大学が両校優勝。プレーオフで立命館大学が勝利し甲子園ボウル出場。立命館大学は法政を下して甲子園ボウル3連覇達成。関学・日大に続き3校目の快挙。西宮ボウルをリニューアルした第49回えびすボウル開催。
- 2005年 立命館大学が4年連続優勝達成。関西学院大学の34年連続優勝(1948-81)以来の快挙。
- 2006年 万博記念公園サイクルランド跡にエキスポフラッシュフィールドが完成。西日本アメリカンフットボール協会設立。
- 2009年 立命館大学がライスボウル3度目の制覇。関西学生代表からは5年ぶりの日本一。全日本学生選手権の開始に伴い、東海・北陸リーグとの入替廃止。秋リーグ・DIV.1において、関西大学が61年ぶりに優勝。同チームは甲子園ボウルへ西日本代表として出場し、東日本代表の法政大学に勝利。関西大学・関西学院大学・立命館大学の「新3強」時代へ。
- 2010年 秋リーグ・DIV.1にて、立命館大学・関西大学・関西学院大学の3校が同率優勝。その後のプレーオフにより、立命館大学が甲子園ボウルへ西日本代表として出場し、東日本代表の早稲田大学に勝利した。
- 2016年 甲子園ボウルの西日本代表校決定トーナメントに、DIV.1の1位校に加えて2位校も出場できるようになった。すなわち、西日本の他地区リーグの優勝校がトーナメントを組み、勝ち上がって来たチームと関西2位校が対戦し、その勝者は関西1位校とWESTERN JAPAN BOWLで対戦し、その勝者が西日本代表校となる。
- 2019年 次年より甲子園ボウルの西日本代表校決定トーナメントに、DIV.1の1位校・2位校に加えて3位校も出場できるようにすることを決定。すなわち、西日本の他地区リーグの優勝校のうち、東海と中四国の勝者が関西3位校と、九州と北陸の勝者が関西2位校と対戦し、それぞれの勝者が関西1位校とWESTERN JAPAN BOWLで対戦し、その勝者が西日本代表校となる。「関西1位校のアドバンテージが小さいという声に応えた」措置とされている。すなわち関西2・3位校は勝ち上がっても過密日程となるので、休養・調整十分の関西1位校が有利になる。ただし、新型コロナウィルスの感染拡大で実際の実施は2021年になる。
- 2020年 新型コロナウィルスの感染拡大でリーグ戦を断念。代わりに昨季リーグ戦結果を反映したトーナメント戦を行う。
- 2020年 新型コロナウィルスの影響で試合数を減らすために、Div.1AとDiv.2はAブロックとBブロックに分けてリーグ戦を実施。その順位に基づき、A・B両ブロックの同順位校同士が対戦し、総合順位を決定する。Div.3は2ブロックから4ブロックに変更する。
- 2022年 WESTERN JAPAN BOWLが中止になり、優勝校だけが全日本学生選手権の準決勝に出場する形式となる。アメフト部員による不祥事で同志社大学から、同年度秋季リーグ（入れ替え戦含む）の出場辞退申し出があり、すでに9月3日に消化した関西大学戦以外の残り6試合を不戦敗の扱いとすることが正式に承認された。これにより、同志社大学は2023年度は活動停止期間の解除を条件として2部降格が決定した。不祥事を理由としての出場辞退による2部降格は現行制度では史上初[1]。
- 2023年 関学・立命・関大の3校優勝となる。全日本学生選手権には抽選で1位相当を引き当てた関学が出場する。
- 2024年 立命・関学の2校優勝となる。この年から全日本学生選手権には3位校までが出場できるようになり、関大までが出場する。

## 所属チーム
各大学はディビジョンで分類され、現在はDiv.1(8校)、Div.2(8校)、Div.3(6校・2ブロック)、Div.4(11校・2ブロック)である。試合は各ディビジョンごとにリーグ戦を行い、シーズン終了後に入れ替え戦を行う。
2024年シーズンのブロック編成は以下の通り(順不同)。

### Div.1
- 関西学院大学ファイターズ FIGHTERS
- 立命館大学パンサーズ PANTHERS
- 関西大学カイザース KAISERS
- 近畿大学ビックブルー BIG BLUE
- 神戸大学レイバンズ RAVENS
- 京都大学ギャングスターズ GANGSTERS
- 大阪大学トライデンツ TRIDENTS
- 桃山学院大学サンダーリングリージョンライオンズ Thundering Legion LIONS

### Div.2
- 甲南大学レッドギャング RED GANG
- 同志社大学ワイルドローバー WILD ROVER
- 龍谷大学シーホース SEAHORSE
- 大阪公立大学パラディンズ PALADINS
- 兵庫県立大学トレイルブレイザーズ TRAILBLAZERS
- 京都産業大学サギタリウス SAGITTARIUS
- 大阪体育大学スパルタンズ SPARTANS
- 追手門学院大学ソルジャーズ SOLDIERS

### Div.3

#### Aブロック
- 和歌山大学ブラインドシャークス BLIND SHARKS
- 大阪産業大学ライオンズ LIONS
- 京都工芸繊維大学クーガーズ COUGARS
- 鳥取大学レイカース RAKERS
- 大阪経済大学ボンバーズ BOMBERS
- 佛教大学ホークス HAWKS

#### Bブロック
- 神戸学院大学ネイビーシールズ NAVY SEALS
- 大阪教育大学ドラゴンズ DRAGONS
- 滋賀大学グラディエイターズ GLADIATORS
- 大阪学院大学フェニックス PHOENIX
- 徳島大学パイレーツ PIRATES
- 岡山大学バジャーズ BADGERS

### Div.4

#### Aブロック
- 京都府立大学ワイバーンズ WYVERNS
- 関西外国語大学リンクス LYNX
- 京都教育大学グランパス GRAMPUS
- 摂南大学ブルー クラッシュ BLUE CRUSH
- 京都薬科大学スカーレット ナイツ SCARLET KNIGHTS

#### Bブロック
- 大阪工業大学ラウディーズ ROWDIES
- 兵庫医科大学ジークフリート SIEGFRIED
- 流通科学大学ボイジャーズ VOYAGERS
- 天理大学クラッシング オークス CRUSHING ORCS
- 大阪電気通信大学ブラック エンジェルス BLACK ANGELS
- 阪南大学ファイティング ベアーズ FIGHTING BEARS

#### 合同チーム
- 大谷大学バンディッツ BANDITS
- 帝塚山大学バイソンズ BISONS
- 京都先端科学大学デア デビルズ DARE DEVILS

##### 除外
- 大阪商業大学スティーラーズ STEELERS(現時点では休部)
- 大阪芸術大学バイパース VIPERS(クラブ・サークル一覧に未掲載)
- 大阪経済法科大学ブルー サンダース BLUE THUNDERS(現在活動休止中)
- 岡山理科大学ゲーターズ GATORS(同好会はあり。部としては未掲載)
- 京都外国語大学ファイティン ブルドックス FIGHTIN'BULLDOGS(未掲載)
- 京都先端科学大学デア デビルズ DARE DEVILS(リーグ戦不参加)
- 吉備国際大学フォーティファイアーズ FORTIFIERS(リーグ戦不参加)

## 運営大会

### 春季
春季はリーグとは無関係に各種交流試合が行われる。春季の試合は3月下旬～7月初旬にかけて開催される。試合数は各チームにより様々である。また、部員数が多いDiv.1の上位校では、控え選手や下級生に出場の機会を与えるために、JV戦(Junior Varsity Game) を行うことがある。

#### 関西学生アメリカンフットボール連盟のみの主催
連盟が主催するゲームは以下の通りである。関西学生大会と西日本学生大会は、「KANDEN FLASH BOWL SERIES」として関西電力の協賛を受けていた（2012年度からはケイ・オプティコム（関西電力グループの通信会社）へ変更）。
- 関西学生大会(FLASH BOWL DAYS)…5月中旬に2日間にわたって開催される関西学生Div.1チーム同士が対戦する大会。試合会場は例年キンチョウスタジアム（2009年まで大阪市長居球技場）である。慣例として、前年度の1位-3位、2位-4位、5位-7位、6位-8位がそれぞれ対戦する。1988年より西日本学生選手権大会（西日本学生大会）から分離独立する。2007年は当時の長居球技場が使用できなかったため、エキスポフラッシュフィールドで4日間にわたって開催された。
- 西日本学生大会…前身は、1955年より開催されていた学生・社会人参加のトーナメント方式の交流戦である西日本選手権大会である。1986年に西日本学生選手権大会と名称変更し、1987年を最後にDiv.1チームが不参加となる（近畿学生選手権大会と名称変更）。2002年から、トーナメント方式を廃止し、名称を現行の西日本学生大会と変更する。現在はDiv.2とDiv.3のチームの単なる交流戦だが、昔の名残として、Div.2前年度上位4校によるトーナメントも併催されている(Aブロック1位-Bブロック2位、Aブロック2位-Bブロック1位が対戦し、勝者が西日本学生大会決勝、敗者が同3位決定戦を戦う）。
- NEW ERA BOWL（旧平成ボウル）…7月初旬に開催される関西学生の各校（Div.1 - 3の全校）と全米大学体育協会からの招聘大学とがBLUE STARS、WHITE STARSに分かれて戦うオールスター戦。例年、春季日程の最後の公式試合として開催されている。会場は2003年以降キンチョウスタジアムであるが、2007年は京セラドーム大阪で、2008年は長居第2陸上競技場にて開催されている。

#### 共催
- 長浜ひょうたんボウル…1951年から開催されている日本で三番目に古い歴史を誇るボウルゲーム。主催は滋賀県アメリカンフットボール協会と関西アメリカンフットボール協会。1990年より長浜ボウルから長浜ひょうたんボウルに改称。1992年より滋賀県立長浜ドームで試合が行われている。近年は立命館大学パンサーズと招待チームによる交流試合が4月下旬に行われる(2007年度は5月6日に開催)。
- 神戸ボウル…1952年から開催されているボウルゲーム。第1回神戸ボウルは全星陵高校と全兵庫高校との対戦（全星陵高6-0全兵庫高）であり以降社会人王座決定戦、オールスター戦と形式を変えながら50年以上続いている。現在のXリーグ西地区所属チームと関西学生リーグ所属大学の交流戦となったのは、1994年以降であり、例年6月に開催されている。1990年以降、Hall of Fame Gameとして、試合に先立ち関西のアメリカンフットボール界への功労者（個人及び団体）を表彰する。会場は2003年以降王子スタジアム。招待チーム／大学は毎年変わるが、神戸に縁があるチームが招待されることが多い。主催は日本社会人アメリカンフットボール協会と関西学生アメリカンフットボール連盟。

### 秋季
秋季はリーグ戦を戦う。リーグ戦はDivision 1(Div.1)、Division 2(Div.2)、Division 3(Div.3)の3部制となっており、リーグ戦終了後には入替戦が行われ、来季の所属ディビジョンが決定する。
- 関西学生リーグ(FLASH BOWL SERIES)…現在はDiv.1（8校）、Div.2（6校・2ブロック）、Div.3（5 or 6校・6ブロック）の3部構成になっている。Divisionまたはブロックごとに総当り1回戦（1クォーター12分制）を戦い、勝ち点で順位を決定する。リーグ戦は9月初旬からスタートし、Div.1は11月第4週に第7節（最終節）が行われる。Div.2、Div.3も11月中旬にはリーグ戦が終了し、そのままポストシーズン（入替戦）に突入する。そして12月第3週のDiv.1-2入替戦を最後に全日程が終了する。春季の関西学生大会・西日本学生大会と同様に「KANDEN FLASH BOWL SERIES」として関西電力が協賛してきたが、2012年度からは「ケイ・オプティコムFLASH BOWL SERIES」と名称を変更して開催された。優勝校は2008年までは甲子園ボウル、2009年以降は全日本大学選手権の西日本代表校決定戦に出場する（詳細は後述）。
- えびすボウル（旧 西宮ボウル）…関西学生オールスターと関西社会人オールスターの対戦。1月10日前後に行われる。

## 秋季リーグ戦における順位・順列の決定方法
ここでは、Division 1の順位・順列の決定方法について紹介する。

### 全日本大学選手権出場校の決定
アメリカンフットボールは競技の性質上こなせる試合数には限度があり、日本国内で実施される大学、社会人のリーグ戦では同順位で複数校が並んだ場合、当該チーム間の勝敗、得失点等で優劣を決する運用が多い。しかし、関西学生リーグDiv.1では、順位1位校が複数存在する場合は、無条件で順位1位校全てを優勝校 とする。
これは、アメリカンフットボールが他の球技に比しても概して戦術の占めるウェイトが大きく、対戦カードごと、更には同一カードでも対戦時期により、自チームのストロングポイント、ウィークポイントの対比により、勝利を得る為のフィロソフィーが異なり、しかも、サッカーなどと異なり、一度のタッチダウンで6点獲得出来てしまうといった特性などからも、単純に得点失点の大小を比較するだけでは競技の本質から外れてしまうという認識が関係者の間で古くから了解されていることによるものである。
ただし、全日本大学選手権出場（2008年までは甲子園ボウル）に出場できるのは1校だけなので、2015年迄はプレーオフ制が実施されており、実際の最後のプレーオフは2010年に行われた。プレーオフは、通常は最終節終了（11月下旬）後の翌週末に行われていた。また、プレーオフの試合終了時点で引き分けだった場合、そのままタイブレイクシステムによるオーバータイムにより勝敗を決した。プレーオフ出場校が3校以上の場合、2008年まで総当りではなくトーナメント方式（対戦・シードは抽選で決定）で行われていた。2010年はプレーオフ出場校3校＋西日本代表決定戦進出校（北陸・東海・中四国・九州の4代表によるトーナメントの勝ち抜き校＝南山大学）の4校でトーナメントが行われた。
2016年以降は西日本のすべてのリーグの優勝校がパラマストーナメント方式で勝ち上がってきた大学と関西学生アメリカンフットボール連盟1部の2位校が対戦し、その勝者が「WESTERN JAPAN BOWL」で甲子園ボウルの出場を賭けて戦うことになった。そのため複数校が優勝してもトーナメントは行われなくなり、当該校間での対戦の勝利校が上の順列となる。2019年以降は2位校と3位校が他リーグ優勝校とのトーナメントに出場し、勝ち抜いた学校が関西1位校と「WESTERN JAPAN BOWL」で戦うことになった。2020は新型コロナウイルスの影響で全日本大学選手権が中止となり、2021年は西日本代表決定戦への関西地区の出場校が3位校までになるという変化があった。
2022年からは西日本代表決定戦が中止となり、それぞれの地区の優勝校がパラマストーナメント方式で対戦する方式となった。このため全日本大学選手権には優勝校だけが挑戦権がある方式となった。また、複数の大学が1位となった場合、全日本大学選手権の準決勝出場校はプレーオフではなく、2校優勝の場合は直接対決の勝者となり、3校以上の場合は抽選で決定することになった。なお、抽選では「1位相当」「2位相当」「3位相当」を決定する。これにより、3校とも優勝ではあるが、全日本大学選手権への出場権の決定だけでなく、来シーズンの試合日程も例えば「3位相当」なら3位校としての位置が与えられる。

#### 過去のプレーオフ（甲子園ボウル出場決定戦）
- 1946年 同志社大学 0- 0 関西学院大学・同志社大学 7- 2 関西学院大学（再試合）
- 1948年 関西大学 25- 6 関西学院大学
- 1976年 関西学院大学 13- 0 京都大学
- 1979年 関西学院大学 35- 0 同志社大学
- 1980年 関西学院大学 31-27 近畿大学
- 1984年 関西学院大学 30-28 近畿大学(オーバータイム)※
- 1991年 関西学院大学 30-23 京都大学
- 1996年 立命館大学 17- 3 関西学院大学（準決勝）・京都大学 24- 6 立命館大学（決勝）※
- 2004年 立命館大学 24-21 関西学院大学(オーバータイム)※
- 2010年 関西大学 9- 6 関西学院大学(オーバータイム)※（1回戦）・立命館大学 58- 0 南山大学（1回戦）・立命館大学 37-20 関西大学（決勝）

※1984年は4クォーター終了時点で14-14の同点であったためオーバータイムに突入。タイブレイクシステムではなく、通常の試合方式で2クォーターのオーバータイムを戦った末に関西学院大学が勝利した。
※1996年は3校によるプレーオフとなり、抽選により立命館大学対関西学院大学で準決勝を戦い、京都大学は準決勝はシードで決勝で準決勝の勝利校（立命館大学）と戦った。
※2004年は4クォーターが終わった時点で14-14の同点であったためオーバータイムに突入。リーグ戦では敗北した立命館大学が、3回にわたるタイブレークを制した。
※2010年は関西学生の同率優勝3校に東海学生代表の南山大学を加えた4校よるプレーオフとなり、抽選により関西大学対関西学院大学、立命館大学対南山大学で西日本代表校決定戦（1回戦）を戦った。関西大学対関西学院大学は、4クォーターが終わった時点で3-3の同点であったためオーバータイムに突入。リーグ戦では敗北した関西大学が、2回にわたるタイブレークを制した。立命館大学は南山大学に圧勝。決勝では立命館大学と関西大学が戦った。

### 優勝校以外の順位・順列決定方法
優勝校以外で同順位に2校が並んだ場合、当該校間での対戦の勝利校が上の順列となる。3校以上の場合（同順位の2校の対戦が引き分けだった場合も含む）、抽選により順列が決定される。Div.1における順列7位校・8位校は、入替戦出場校決定戦（後述）勝利校とのDiv.1-2入替戦に出場し、順列6位校はウエスタンボウルに出場する。優勝校は複数が1位となるが、優勝校以外は順位そのものが決められる。

### 2023年に行われた3校優勝時の抽選
2023年は関西学院大学、立命館大学、関西大学の3校が優勝となった。ただし、全日本選手権への出場校は1校だけであり、かつ来季の試合日程を決定するために2位相当校や3位相当校を決定しなければならない。そのための抽選が実際に行われた。その方法は3校の主将によりジャンケンが行われ、予備抽選の封筒を選択する順番が決められ、立命館、関大、関学の順に予備抽選の封筒を受け取った。予備抽選の封筒を開封した結果、本抽選の封筒を選択する順番は関大が1番、関学が2番、立命が3番となった。そして本抽選の封筒を開封した結果、関学が「1位相当」として全日本選手権出場となり、立命が「2位相当」、関大が「3位相当」となった。

### Div.1-2入替戦
＜2008年シーズンまで＞
東海学生リーグおよび北陸学生リーグは、関西学生リーグから分離・独立したという経緯上、東海学生リーグ1部及び北陸学生リーグ1部は、関西学生リーグDiv.2と同格に扱われている。よって、Div.1への昇格は、Div.2優勝校（Aブロック1校・Bブロック1校）、東海学生リーグ1部優勝校、北陸学生リーグ1部優勝校の4校によって争われる。
まず、東海学生1部優勝校対Div.2（Aブロック or Bブロック）優勝校、北陸学生1部優勝校対Div.2（Aブロック or Bブロック）優勝校の対戦が行われる。この対戦を入替戦出場校決定戦といい、勝利校がDiv.1の順列7位校・8位校のいずれかとDiv.1-2入替戦を戦う。そして、入替戦の勝利校が来季のDiv.1に所属し、敗戦校はDiv.2に所属することになる。なお、入替戦出場校決定戦の組み合わせは毎年シーズン前に発表され、入替戦の組み合わせは、春に開催される西日本学生トーナメント（Div.2A・Bブロック各上位2校によるトーナメント）の優勝校の所属するブロックがDiv.1の順列8位校とそれ以外のブロック所属校がDiv.1順列7位校と対戦する。
＜2009年シーズン以降＞
甲子園ボウルが、東西大学王座決定戦から、全日本大学選手権へと衣替えしたことを受けて、入替戦のシステムも変更となった。全日本大学選手権では、東海・北陸学生リーグ優勝校は、直接選手権に出られるシステムとなった（西日本代表校準々決勝で東海VS北陸が行われる）。そのため、関西学生リーグのDiV.2と同列という扱いも不要となり、東海・北陸学生リーグのチームが入替戦に出場することはなくなった。現在はDiv.2のAブロック、Bブロックの優勝校がプレーオフを行い、勝者がDiv.1の順列8位校と、敗者がDiv.1順列7位校と入替戦を戦うというシステムに変更されている（入替戦出場校決定戦が無くなった）。
なお、通常は成績面での自動入れ替えは行わないが、2022年度のように、参加校の不祥事などによる出場辞退があった場合には、翌年度の欠員補充の意味で、2部リーグの優勝校が自動昇格となる場合がある。事例として、2022年（上述）は、同志社大学が部員による不祥事で1部リーグの残り試合（入れ替え戦含む）の出場を辞退したため、2部リーグ優勝校が同志社大学と入れ替わって2023年の秋季大会に参戦する。また、入れ替え戦（1部7位対2部2位）については実施する。

### Div.2-3入替戦
Div.3はA～Gの7つのブロックに分かれている（2010年シーズンの場合。出場校数により変動あり）。このうち、F・Gブロックは6人制フットボールのため、入替戦には出場できない。残る5ブロックのうち、A、Bブロックは6チーム、Cブロックは5チーム、D・Eブロックは4チームで構成されており、A・Bブロックの順列2位校およびC・D・Eブロックの優勝校により、入替戦出場校決定戦が行われた後、決定戦の勝利校と、A・Bブロックの優勝校が、Div.2の5位・6位校と入替戦を戦う。
- 入替戦出場校決定戦1回戦 
  - Dブロック優勝校 VS Eブロック優勝校 ・・・・・(1)
- 入替戦出場校決定戦
  - Aブロック順列2位校 VS Cブロック優勝校 ・・・ (2)
  - Bブロック順列2位校 VS (1)勝利校 ・・・・・(3)
- 入替戦 
  - Div.2Aブロック順列6位校 VS Div.3Bブロック優勝校
  - Div.2Bブロック順列6位校 VS Div.3Aブロック優勝校
  - Div.2Aブロック順列5位校 VS (3)勝利校
  - Div.2Bブロック順列5位校 VS (2)勝利校

## 秋季リーグ戦の運営上の特徴
関西学生秋季リーグ戦にはいくつかの運営上の特徴が存在する。

### 試合間隔
Div.1の試合間隔は原則2週間となっている。2週間の間隔で試合が開催されること（試合は週末開催が原則）で試合の準備やスカウト、怪我人の回復等が行われる。また、等間隔で試合が開催されることで日程上の不公平度が少ない。リーグ戦第1節では熱中病対策からナイター開催を推進しており、ナイター施設がある競技場が限られることから、かつては開催間隔が不平等になるケースもあった（2004年の第1節では龍谷大学対立命館大学の試合だけ他の3試合と比べて1週間遅れて開催された）。しかし2006年6月にナイター設備完備のエキスポフラッシュフィールドが完成したので、日程上の不公平は解消された。

### 対戦順序
関西学生リーグにおける対戦順序は、前年度の上位校対下位校の対戦から始まり、最後に上位校（下位校）同士の対戦が組まれるようになっている。例えば、Div.1の前年度の優勝校（甲子園ボウル出場校）は、前年度8位校の対戦から始まり、7位、6位…3位と対戦し、最終節に2位と対戦する。
- 第1節 1位-8位 2位-7位 3位-6位 4位-5位
- 第2節 1位-7位 2位-8位 3位-5位 4位-6位
- 第3節 1位-6位 2位-5位 3位-8位 4位-7位
- 第4節 1位-5位 2位-6位 3位-7位 4位-8位
- 第5節 1位-4位 2位-3位 5位-7位 6位-8位
- 第6節 1位-3位 2位-4位 5位-8位 6位-7位
- 第7節 1位-2位 3位-4位 5位-6位 7位-8位

### ホーム&アウェイ開催
2002年に西宮スタジアムでの試合開催が終了し、関西学生リーグは主要会場を失った。そこで、2003年から一つの会場で集中開催するのではなく、各大学の所在府県で試合を分散開催する方式に転換した。Div.1ではある大学の所在府県で試合が開催される場合は、その大学がホームとして、メイン・スタンドとカラーユニフォームを選択し、対戦相手がアウェイとして、バックスタンドとセカンドユニフォームを選択する（翌年の対戦ではホームとアウェイが反対になる）。Jリーグでは定着したホーム&アウェイ開催だが、大学スポーツでは珍しい試みである。

## ライバル校
多くの大学スポーツと同様に関西学生リーグにもライバル校の関係が存在し、リーグ戦を盛り上げる要素の一つとなっている。

### 関京戦
関西学院大学ファイターズと京都大学ギャングスターズの対戦。1970年代中盤まで無敵を誇った関西学院大学の独走を止めたのが京都大学であった。1977年秋季リーグの関京戦はテレビ中継の関係から日生球場が使用された。試合は関西学院大学が京都大学を逆転勝利で下して優勝を決めた。以降、両校は1990年代後半まで常に優勝を争い、数多くの名勝負が生まれた。現在でも観客動員はリーグにおける最大水準となっており、1991年のプレーオフでの対戦では西宮スタジアムに41,000人の観客がつめかけた。近年は京都大学が振るわず、優勝を賭けた関京戦は実現していないが、2004年は立命館大学に勝利して優勝確実と見られた関西学院大学を京都大学が17-13で下すなど、ライバル関係は続いている。

### 関立戦
関西学院大学ファイターズと1990年代に入り台頭した立命館大学パンサーズの対戦。両校の対戦は現在では関京戦に代わり、関西学生リーグでの最多観客動員カードとなっている。特に近年はリーグ優勝をかけた対戦が多く、2005年には史上初の最終節、全勝対決での関立戦が実現し、約22,000人の観客が西京極陸上競技場に集まった。両校とも関立戦のためだけに多くの準備を実施する。2000年頃から関立戦の勝者がそのまま甲子園ボウルを制することが増え、アメリカンフットボール関係者の間では「学生最高峰の試合」と考えられている。

### 京立戦
京都大学ギャングスターズと立命館大学パンサーズの対戦。1994年に立命館大学が初優勝してからは、関西学生リーグは関西学院大学・京都大学・立命館大学の「3強時代」に突入した。その3強時代を象徴する対戦が京立戦である。1995年には最終節に全勝同士の優勝を巡る対戦となった。西宮スタジアムに30,000人を越える観客が入場した。試合は立命館大学が試合終了間際京都大学ゴール前2ヤードまで迫ったものの、京都大学守備陣の堅守を打ち破ることが出来ず、7-3で京都大学が勝利した。京都大学はこのシーズン甲子園ボウル・ライスボウルも制覇して日本一に輝いている。

### 関関戦
関西学院大学ファイターズと関西大学カイザースの対戦。関西学生アメリカンフットボール連盟でもっとも古い歴史を持つ関西大学は、戦後長年にわたり関西学院大学の後塵を拝してきた。しかし、関西大学の強化策も確実に進展し、2003年にDiv.1に復帰してからはリーグ上位をうかがう存在になっている。2003年には、関西大学が秋リーグ戦では55年振りに勝利したことで話題になった。そして2009年度の秋リーグ戦では、関西大学が関西学院大学を破ったことなどにより、61年ぶりの同リーグDiv.1の優勝を成し遂げた。
他に、毎年春総合関関戦の一環として交流試合も行っている。

## 記録

### Div.1優勝回数
2023年12月現在
- 関西学院大学ファイターズ 60回(1946・1948-1981・1984-1985・1988-1989・1991・1993・1996-1997・1999-2001・2004・2006-2007・2010-2014・2016・2018-2019・2021-2023) 1946年・1948年・1996年・2004年・2010年の5回を除く計54回に加えて、優勝を逃したがWESTERN JAPAN BOWLを制した2017年、トーナメントを制した2020年を加えた57回甲子園ボウルに出場。
- 京都大学ギャングスターズ 10回(1976・1982-1983・1986-1987・1990-1992・1995-1996) 1976年と1991年の2回を除く計8回、甲子園ボウルに出場。
- 立命館大学パンサーズ 13回(1994・1996・1998・2002-2005・2008・2010・2015・2017・2019・2023) 1996年・2017年・2019年・2023年を除く計9回、甲子園ボウルに出場。
- 関西大学カイザース 5回(1947-1948・2009-2010・2023)※ 2010年・2023年を除く計3回、甲子園ボウルに出場。
  - （※関西鎧球連盟時代の1941年秋、1942年春・秋及び1946年春のリーグ戦優勝は含まない。）
- 同志社大学ワイルドローバー 2回(1946（甲子園ボウルに出場）・1979)
- 近畿大学クリムゾンデビルス（現近畿大学ビッグブルー 2回(1980・1984) 2回とも甲子園ボウルへの出場はならなかった。

### 甲子園ボウル出場回数／優勝回数
2020年12月現在
- 関西学院大学ファイターズ 54回／31回※
- 京都大学ギャングスターズ 8回／6回
- 立命館大学パンサーズ 9回／8回
- 関西大学カイザース 3回／2回
- 同志社大学ワイルドローバー 1回／0回

※関西学院大学の優勝回数は4引分（両校優勝）を含む。

関西学生代表の甲子園ボウルの通算成績は32勝27敗4分。

2009年度からは、「全日本大学アメリカンフットボール選手権大会」の決勝戦として開催（西日本代表としての出場）。各校の年度ごとの成績は甲子園ボウルを参照。

### ライスボウル出場回数※／優勝回数
2020年12月現在
- 関西学院大学ファイターズ 13回／1回
- 立命館大学パンサーズ 8回／3回
- 京都大学ギャングスターズ 6回／4回
- 関西大学カイザース 1回／0回

※日本選手権となった1984年以降の出場回数

## 関西学生リーグ 1部（Div.1）歴代順位表(1946-)
| 年度 | 優勝 | 2位 | 3位 | 4位 | 5位 | 6位 | 7位 | 8位 |
| ---- | --- | --- | --- | --- | --- | --- | --- | --- |
| 1946 | ◎同志社大 | 関西学院大 | 関西大 | | | | | |
| 1947 | ◎関西大 | 同志社大 | 関西学院大 | 京都大 | | | | |
| 1948 | 関西大 ◎関西学院大 | 関西大 ◎関西学院大 | 同志社大 | 京都大 | | | | |
| 1949 | 関西学院大 | 京都大 | 関西大 | 同志社大 | | | | |
| 1950 | 関西学院大 | 関西大 | 同志社大 | 京都大 | | | | |
| 1951 | 関西学院大 | 関西大 | 同志社大 | 京都大 | | | | |
| 1952 | 関西学院大 | 同志社大 | 関西大 | 京都大 | | | | |
| 1953 | 関西学院大 | 関西大 | 同志社大 | 立命館大 | | | | |
| 1954 | 関西学院大 | 同志社大 | 関西大 | 京都大 | 立命館大 | | | |
| 1955 | 関西学院大 | 関西大 | 同志社大 | 立命館大 | 京都大 | | | |
| 1956 | 関西学院大 | 関西大 | 同志社大 | 京都大 | 立命館大 | 甲南大 | | |
| 1957 | 関西学院大 | 同志社大 | 関西大 | 甲南大 | 立命館大 | | | |
| 1958 | 関西学院大 | 同志社大 | 甲南大 | 関西大 | 立命館大 | 京都大 | | |
| 1959 | 関西学院大 | 関西大 | 甲南大 | 同志社大 | 京都大 | 立命館大 | | |
| 1960 | 関西学院大 | 甲南大 | 同志社大 | 関西大 | 京都大 | 立命館大 | | |
| 1961 | 関西学院大 | 甲南大 | 同志社大 | 関西大 | 京都大 | 立命館大 | | |
| 1962 | 関西学院大 | 甲南大 | 関西大 | 京都大 | 同志社大 | 立命館大 | | |
| 1963 | 関西学院大 | 甲南大 | 同志社大 | 京都大 | 関西大 | 立命館大 | | |
| 1964 | 関西学院大 | 関西大 | 甲南大 | 京都大 | 同志社大 | 立命館大 | | |
| 1965 | 関西学院大 | 関西大 | 甲南大 | 京都大 | 同志社大 | 立命館大 | | |
| 1966 | 関西学院大 | 関西大 | 京都大 | 甲南大 | 立命館大 | 同志社大 | | |
| 1967 | 関西学院大 | 関西大 | 京都大 | 同志社大 | 立命館大 | 甲南大 | 近畿大 | |
| 1968 | 関西学院大 | 同志社大 | 関西大 | 京都大 | 立命館大 | 甲南大 | 近畿大 | |
| 1969 | 関西学院大 | 同志社大 | 関西大 | 京都大 | 甲南大 | 近畿大 | 立命館大 | |
| 1970 | 関西学院大 | 京都大 | 関西大 | 桃山学院大 | 近畿大 | 甲南大 | 同志社大 | 立命館大 |
| 1971 | 関西学院大 | 甲南大 | 京都大 | 関西大 | 追手門学院大 | 桃山学院大 | 近畿大 | 同志社大 |
| 1972 | 関西学院大 | 京都大 | 甲南大 | 関西大 | 近畿大 | 大阪大 | 桃山学院大 | 追手門学院大 |
| 1973 | 関西学院大 | 京都大 | 関西大 | 大阪大 | 桃山学院大 | 甲南大 | 近畿大 | 追手門学院大 |
| 1974 | 関西学院大 | 京都大 | 近畿大 | 甲南大 | 大阪大 | 桃山学院大 | 関西大 | 追手門学院大 |
| 1975 | 関西学院大 | 京都大 | 関西大 | 近畿大 | 甲南大 | 桃山学院大 | 追手門学院大 | 大阪大 |
| 1976 | 関西学院大 | 京都大 | 関西大 | 近畿大 | 追手門学院大 | 甲南大 | 桃山学院大 | 大阪大 |
| 1977 | 関西学院大 | 京都大 | 同志社大 | 近畿大 | 関西大 | 桃山学院大 | 甲南大 | 追手門学院大 |
| 1978 | 関西学院大 | 京都大 | 近畿大 | 関西大 | 同志社大 | 大阪経済大 | 甲南大 | 桃山学院大 |
| 1979 | 関西学院大 同志社大 | 関西学院大 同志社大 | 関西大 | 京都大 | 近畿大 | 大阪体育大 | 大阪経済大 | 神戸学院大 |
| 1980 | 関西学院大 ◎近畿大 | 関西学院大 ◎近畿大 | 京都大 | 同志社大 | 大阪体育大 | 関西大 | 立命館大 | 神戸大 |
| 1981 | 関西学院大 | 京都大 | 大阪体育大 | 近畿大 | 神戸大 | 同志社大 | 関西大 | 立命館大 |
| 1982 | ◎京都大 | 関西学院大 | 近畿大 | 大阪体育大 | 神戸大 | 同志社大 | 岡山大 | 関西大 |
| 1983 | 京都大 | 関西学院大 | 大阪体育大 | 同志社大 | 近畿大 | 大阪市立大 | 神戸大 | 立命館大 |
| 1984 | 関西学院大 近畿大 | 関西学院大 近畿大 | 大阪体育大 | 京都大 | 神戸大 | 立命館大 | 同志社大 | 大阪市立大 |
| 1985 | 関西学院大 | 京都大 | 立命館大 | 大阪体育大 | 近畿大 | 神戸大 | 中京大 | 同志社大 |
| 1986 | 京都大 | 関西学院大 | 近畿大 | 大阪体育大 | 同志社大 | 立命館大 | 神戸大 | 大阪大 |
| 1987 | 京都大 | 関西学院大 | 近畿大 | 同志社大 | 立命館大 | 甲南大 | 大阪体育大 | 関西大 |
| 1988 | 関西学院大 | 京都大 | 立命館大 | 同志社大 | 近畿大 | 神戸大 | 大阪体育大 | 甲南大 |
| 1989 | 関西学院大 | 近畿大 | 立命館大 | 同志社大 | 京都大 | 神戸大 | 京都産業大 | 甲南大 |
| 1990 | 京都大 | 立命館大 | 神戸大 | 同志社大 | 近畿大 | 関西学院大 | 関西大 | 京都産業大 |
| 1991 | 関西学院大 京都大 | 関西学院大 京都大 | 立命館大 | 同志社大 | 神戸大 | 大阪体育大 | 関西大 | 近畿大 |
| 1992 | 京都大 | 関西学院大 | 神戸大 | 立命館大 | 同志社大 | 関西大 | 大阪体育大 | 京都産業大 |
| 1993 | 関西学院大 | 京都大 | 立命館大 | 神戸大 | 近畿大 | 大阪体育大 | 関西大 | 同志社大 |
| 1994 | ◎立命館大 | 京都大 | 関西学院大 | 近畿大 | 甲南大 | 京都産業大 | 神戸大 | 大阪体育大 |
| 1995 | 京都大 | 立命館大 | 関西学院大 | 甲南大 | 近畿大 | 関西大 | 同志社大 | 京都産業大 |
| 1996 | 京都大 立命館大 関西学院大 | 京都大 立命館大 関西学院大 | 京都大 立命館大 関西学院大 | 近畿大 | 甲南大 | 大阪産業大 | 同志社大 | 関西大 |
| 1997 | 関西学院大 | 立命館大 | 京都大 | 近畿大 | 神戸大 | 大阪産業大 | 甲南大 | 関西大 |
| 1998 | 立命館大 | 京都大 | 関西学院大 | 近畿大 | 関西大 | 神戸大 | 大阪産業大 | 同志社大 |
| 1999 | 関西学院大 | 立命館大 | 京都大 | 甲南大 | 神戸大 | 近畿大 | 大阪産業大 | 関西大 |
| 2000 | 関西学院大 | 京都大 | 立命館大 | 甲南大 | 神戸大 | 同志社大 | 近畿大 | 大阪産業大 |
| 2001 | 関西学院大 | 立命館大 | 京都大 | 近畿大 | 神戸大 | 甲南大 | 同志社大 | 大阪産業大 |
| 2002 | 立命館大 | 関西学院大 | 近畿大 | 京都大 | 神戸大 | 甲南大 | 同志社大 | 大阪産業大 |
| 2003 | 立命館大 | 京都大 | 近畿大 | 関西学院大 | 関西大 | 同志社大 | 神戸大 | 甲南大 |
| 2004 | 立命館大 関西学院大 | 立命館大 関西学院大 | 関西大 | 京都大 | 神戸大 | 龍谷大 | 近畿大 | 同志社大 |
| 2005 | 立命館大 | 関西学院大 | 関西大 | 同志社大 | 京都大 | 近畿大 | 神戸大 | 龍谷大 |
| 2006 | 関西学院大 | 立命館大 | 京都大 | 関西大 | 神戸大 | 同志社大 | 近畿大 | 大阪産業大 |
| 2007 | 関西学院大 | 立命館大 | 関西大 | 京都大 | 近畿大 | 神戸大 | 龍谷大 | 同志社大 |
| 2008 | 立命館大 | 関西学院大 | 神戸大 | 京都大 | 関西大 | 甲南大 | 近畿大 | 同志社大 |
| 2009 | 関西大 | 関西学院大 | 立命館大 | 同志社大 | 甲南大 | 京都大 | 神戸大 | 近畿大 |
| 2010 | 立命館大 関西学院大 関西大 | 立命館大 関西学院大 関西大 | 立命館大 関西学院大 関西大 | 京都大 | 神戸大 | 甲南大 | 同志社大 | 近畿大 |
| 2011 | 関西学院大 | 立命館大 | 関西大 | 京都大 | 龍谷大 | 神戸大 | 同志社大 | 甲南大 |
| 2012 | 関西学院大 | 立命館大 | 関西大 | 京都大 | 神戸大 | 近畿大 | 龍谷大 | 同志社大 |
| 2013 | 関西学院大 | 立命館大 | 関西大 | 京都大 | 龍谷大 | 近畿大 | 神戸大 | 大阪教育大 |
| 2014 | 関西学院大 | 立命館大 | 関西大 | 近畿大 | 神戸大 | 龍谷大 | 京都大 | 同志社大 |
| 2015 | 立命館大 | 関西学院大 | 関西大 | 京都大 | 神戸大 | 龍谷大 | 近畿大 | 桃山学院大 |
| 2016 | ☆関西学院大 | 立命館大 | 関西大 | 龍谷大 | 甲南大 | 京都大 | 神戸大 | 同志社大 |
| 2017 | 立命館大 | ☆関西学院大 | 京都大 | 関西大 | 龍谷大 | 甲南大 | 桃山学院大 | 同志社大 |
| 2018 | ☆関西学院大 | 立命館大 | 関西大 | 近畿大 | 神戸大 | 京都大 | 龍谷大 | 甲南大 |
| 2019 | 立命館大 ☆関西学院大 | 立命館大 ☆関西学院大 | 神戸大 | 関西大 | 京都大 | 近畿大 | 同志社大 | 龍谷大 |
| 2020 | 新型コロナウィルス対策のため関西学院大・立命館大・神戸大・関西大・京都大・近畿大・同志社大・桃山学院大でトーナメントを実施するも、順位付け・入替戦・自動昇降格は行わず。甲子園ボウルには決勝戦の関学対立命戦を制した関西学院大学が出場。 | 新型コロナウィルス対策のため関西学院大・立命館大・神戸大・関西大・京都大・近畿大・同志社大・桃山学院大でトーナメントを実施するも、順位付け・入替戦・自動昇降格は行わず。甲子園ボウルには決勝戦の関学対立命戦を制した関西学院大学が出場。 | 新型コロナウィルス対策のため関西学院大・立命館大・神戸大・関西大・京都大・近畿大・同志社大・桃山学院大でトーナメントを実施するも、順位付け・入替戦・自動昇降格は行わず。甲子園ボウルには決勝戦の関学対立命戦を制した関西学院大学が出場。 | 新型コロナウィルス対策のため関西学院大・立命館大・神戸大・関西大・京都大・近畿大・同志社大・桃山学院大でトーナメントを実施するも、順位付け・入替戦・自動昇降格は行わず。甲子園ボウルには決勝戦の関学対立命戦を制した関西学院大学が出場。 | 新型コロナウィルス対策のため関西学院大・立命館大・神戸大・関西大・京都大・近畿大・同志社大・桃山学院大でトーナメントを実施するも、順位付け・入替戦・自動昇降格は行わず。甲子園ボウルには決勝戦の関学対立命戦を制した関西学院大学が出場。 | 新型コロナウィルス対策のため関西学院大・立命館大・神戸大・関西大・京都大・近畿大・同志社大・桃山学院大でトーナメントを実施するも、順位付け・入替戦・自動昇降格は行わず。甲子園ボウルには決勝戦の関学対立命戦を制した関西学院大学が出場。 | 新型コロナウィルス対策のため関西学院大・立命館大・神戸大・関西大・京都大・近畿大・同志社大・桃山学院大でトーナメントを実施するも、順位付け・入替戦・自動昇降格は行わず。甲子園ボウルには決勝戦の関学対立命戦を制した関西学院大学が出場。 | 新型コロナウィルス対策のため関西学院大・立命館大・神戸大・関西大・京都大・近畿大・同志社大・桃山学院大でトーナメントを実施するも、順位付け・入替戦・自動昇降格は行わず。甲子園ボウルには決勝戦の関学対立命戦を制した関西学院大学が出場。 |
| 2021 | ☆関西学院大 | 立命館大 | 関西大 | 近畿大 | 神戸大 | 同志社大 | 京都大 | 桃山学院大 |
| 2022 | 関西学院大 | 関西大 | 立命館大 | 京都大 | 近畿大 | 神戸大 | 甲南大 | 同志社大(注) |
| 2023 | 関西学院大 立命館大 関西大 | 関西学院大 立命館大 関西大 | 関西学院大 立命館大 関西大 | 京都大 | 近畿大 | 神戸大 | 甲南大 | 龍谷大 |
| 2024 | ★立命館大 関西学院大 | ★立命館大 関西学院大 | 関西大 | 神戸大 | 近畿大 | 京都大 | 追手門大 | 大阪大 |

- 1969年度までは、1部・2部制度無し。
- 1970年度からは、1部・2部制度導入（1部・7位、8位校が入替戦出場）。1993年から1部をDivision.1などと改称。
- 大学名はこの年から1部昇格した大学。
- 大学名は入替戦の敗退により翌年から2部降格した大学。
- 大学名はこの年から（2021年は前々年から）1部昇格したものの、シーズン後の入替戦の敗退により翌シーズンには2部に戻った大学。
- 大学名は、1970年まではそのシーズンからリーグ戦に初参加した大学、1971年以降の大学名および大学名は入替戦に勝利して1部に初昇格した大学。
- ◎大学名は、初優勝校。
- 2016年以降2021年までの☆大学名は、WESTERN JAPAN BOWLを制して甲子園ボウルに出場した大学。
- 複数の優勝校がある年は、2010年迄及び2023年は最上段に記載された大学が甲子園ボウルに出場。2019年は上段に記載された大学が関西1位校としてWESTERN JAPAN BOWLに出場、下段の大学は他地区の勝ち上がり校とのWESTERN JAPAN BOWL出場決定戦に回った。☆大学名がWESTERN JAPAN BOWLを制して甲子園ボウルに出場した大学。
- 2024年からは3位校までが全日本大学アメリカンフットボール選手権大会のトーナメントに参加できるようになった。組み合わせ上関西地区同士の甲子園ボウルの対戦となる可能性もあるが、従来と同様必ずしも関西地区から甲子園ボウルに参加できるとは限らないし、甲子園ボウルまでに関東からの3位校までとの対戦もあることを考えると、関西地区から甲子園ボウルに参加できない可能性も高まっている。★が選手権大会のトーナメントを勝ち抜いて甲子園ボウルに出場した大学。
- 2009年度からは、東海学生リーグ、北陸学生リーグ優勝校の入替戦出場機会がなくなる（東海学生・北陸学生リーグ所属の大学が関西学生リーグ1部に所属したのは、1985年の中京大学（現在、東海学生リーグ所属）が唯一)。
- (注) 2022年の同志社大学は部員の不祥事により、1試合を行っただけで以降は入替戦を含め出場辞退による不戦敗となり、2部1位の龍谷大学が自動的に1部昇格となった。

## 主な試合会場・チケット

### 主な試合会場
関西学生リーグ戦及び春季公式戦・ボウルゲームは、原則として有料試合であり以下の公共施設（スタジアム）で開催される。2006年度秋季リーグ戦からエキスポフラッシュフィールドの使用頻度が非常に高くなり、尼崎陸上競技場、宝ヶ池球技場でのDiv.1の試合開催がほとんど無くなった。また、エキスポフラッシュフィールドの完成によりDiv.1からDiv.3に至る全てのディビジョンで大学グラウンドでの試合開催が無くなり、全試合公共施設（スタジアム）での試合開催となった。
- エキスポフラッシュフィールド（MKタクシーフィールドエキスポ（万博記念公園アメリカンフットボール競技場））…2006年6月竣工。京都府と大阪府の大学のホームスタジアム。秋季リーグ戦では約半数の試合がここで開催される。
- 神戸市王子スタジアム…関西学生アメリカンフットボール連盟の事務所が設置されている。兵庫県の大学のホームスタジアム。エキスポフラッシュフィールドに次いで使用頻度が高いスタジアムである。
- ヨドコウ桜スタジアム(大阪市長居球技場)…大阪府の大学のホームスタジアム。
- 西京極総合運動公園陸上競技場兼球技場（たけびしスタジアム京都）…京都府の大学のホームスタジアム。
- 神戸総合運動公園ユニバー記念競技場…兵庫県の大学のホームスタジアム。
- 京都市宝が池公園運動施設球技場…京都府の大学のホームスタジアム。
- 平和堂HATOスタジアム（彦根総合スポーツ公園陸上競技場）…京都府の大学のホームスタジアム。2023年に竣工し、宝が池公園球技場での試合の多くが移転している。
- 長居陸上競技場（ヤンマースタジアム長居）…関西学院大学対立命館大学やプレーオフ等の試合に限り使用されたが、2016年以降はガンバ大阪の使用がなくなり余裕のできた万博記念競技場が使われるようになったが、。2007、2008年度は甲子園ボウルの代替会場となった。2021年は万博記念競技場改修工事のため、試合が設定された。
- 万博記念競技場…ガンバ大阪のホームグラウンドではなくなったことから余裕ができ、2016年から使われることが増えた。関立戦・関関戦などの比較的多くの観客を集める試合の時に使われる。また、2016年以降はWESTERN JAPAN BOWL（ウエスタン ジャパン ボウル）の会場にもなる。2021年は万博記念競技場改修工事のため、試合がなかった。
- 阪神甲子園球場…甲子園ボウルの試合会場。過去に関京戦(1989年)が開催されたこともあるが、それ以降のリーグ戦では使用されていない。
- 京セラドーム大阪…2007年NEW ERA BOWLを開催、2009年リーグ戦第4節・立命館大学対関西大学でリーグ戦において初めて使用された。

他に滋賀県立長浜ドーム、宇治太陽が丘球技場B、岡山県総合グラウンド陸上競技場、尼崎市立記念公園陸上競技場等で試合が開催される。

### チケット
秋季リーグ戦のチケットは、全席自由であり、大人1人あたり前売り1000円、当日1200円である（高校生は前売り400円、当日500円、中学生以下無料）。2005年までは、この他にシーズンパス（5000円）が発売されていた。通常のリーグ戦の他に、入替戦、プレーオフも観戦することが出来たが、2006年秋季からシーズン回数券(8000円・シーズン入場券10枚+えびすボウル入場券1枚)に改定された。
春季の関西学生大会（西日本学生大会）、秋季リーグ戦の前売り券は、各種プレイガイド、コンビニエンスストア、プロショップ等以外に、阪急電鉄の主要駅売店「Lagare Shop（ラガールショップ）」
でも発売されている。駅の売店でスポーツの観戦チケットが取り扱われているのは非常に珍しい。

## 関係団体
- 西日本アメリカンフットボール協会…2006年設立。東海地域以西のアメリカンフットボールの普及活動を担当。理事長は古川明（関西学院大学OB）。関西協会との事務分掌は不明（現在定款等作成中）。
- 関西アメリカンフットボール協会…1989年設立。関西地域及び東海地域以西のアメリカンフットボールの普及活動を担当。会長は羽間平安（関西大学OB）。
- 関西アメリカンフットボールコーチ協会(KAFCA)…2002年設立。日本初のアメリカンフットボールのコーチ団体。戦術・戦略、チーム運営、健康管理等の意見交換を行っている。会長は伊角富三（関西学院大学ディレクター）。
- 東海学生アメリカンフットボール連盟…1975年より関西学生リーグより独立し、東海学生アメリカンフットボールリーグを運営。加盟校は16校（1部6校・2部10校（2ブロック制））。
- 北陸学生アメリカンフットボール連盟…1979年より関西学生リーグより独立し、北陸学生アメリカンフットボールリーグを運営。1982年に北陸学生アメリカンフットボール連盟として、関西学生連盟より独立する。加盟校は7校（1部6校・2部1校）。

## 周辺情報

### 初のテレビ中継
関西学生リーグの試合が初めてテレビ中継されたのは、1977年秋季リーグの関京戦（いわゆる「涙の日生球場」）であった。この試合本来は11月20日に開催予定であったのが、急遽毎日放送が放送することになり、局の都合上試合予定が1週間繰り上がって11月13日となった。このため、試合会場であった万博記念競技場が使用できなくなり、代わりに日生球場が使用された。試合の録画中継の視聴率は7.4%であった。

### 現在のテレビ中継

#### 地上波による中継
- 秋季リーグ戦は、現在地上波では主に読売テレビ、毎日放送の2局で中継されている。放送カードは、関京戦・関立戦・京立戦を中心に年に3～4試合程度、深夜に録画放送（カット有り）されている。
- 2006年秋季リーグ戦では、9月3日の神戸大学対関西学院大学戦がUHF局のサンテレビで生中継された。しかし、サンテレビの都合上、前半終了直前から中継が始まったため、前半はハイライトで対応し、後半はノーカットで中継した。10月13日の京都大学対立命館大学戦もUHF局のKBS京都で生中継された。
- 2010年秋季リーグ戦は、11月28日の関西学院大学対関西大学戦が関西地区のNHK教育テレビジョンで生中継された。
- 1990年代から2002年までは、毎節終了後の日曜日深夜に毎日放送で「FLASH BOWL SERIES ハイライト」というDiv.1の試合のダイジェスト番組が放映されていた。しかし、2003年から1節ごとの放送が2節をまとめての放送となり、2004年には「スポーツ・ドリーム」という関西ローカルのスポーツ番組の1コーナーに縮小された。2005年からは、毎日放送制作でのダイジェスト番組の放送は終了し、後述するGAORAの「関西学生アメリカンフットボールハイライト」に継承されることになった（毎日放送でも放映）。番組の進行は1990年代半ばまで石田敦子、馬野雅行らの毎日放送アナウンサーが、その後長らくヒロ寺平が務めたが､2007年に関学OBで、TBSアナウンサーであった、有馬隼人に交代した。
- リーグ戦以外にも、NEW ERA BOWL、えびすボウル（2004年のみ。2005年は読売テレビのHPでハイライト動画が配信されている）が深夜録画中継されている。

#### CS放送による中継
- GAORAでは、従来読売テレビ、毎日放送で放送された試合のノーカット版を録画放送していたが、近年は生中継も行っており、2002年の関西学院大学対近畿大学、2004年の関西学院大学対立命館大学、2006年の京都大学対立命館大学、2007年の関西大学対関西学院大学などが放映された。2006年の京大×立命は、KBS京都と並行して生中継した（放送内容は同じ）。
- GAORAでは、Div.1の試合のダイジェスト番組である「関西学生アメリカンフットボールハイライト」が放送されている（全3回・30分番組）。2007年より有馬隼人がMCを担当している。
- 2010年は、9月4日に京都大学対立命館大学戦がスカイ・A sports+で中継された（同日録画）。
- 2012年からは日テレG+でも放送される。地上波で読売テレビで深夜に放送された試合に関してはGAORAからの移行となる。

#### インターネットによる中継
- よみうりテレビが、深夜録画中継するカードの一部をオンライン生中継（人数限定）している。また、地上波による放送終了後に、録画中継（ノーカット版）のオンデマンド配信も行っている。。
- 2010年12月13日に行われた甲子園ボウル西日本代表校決定戦・立命館大学-関西大学戦では、立命館大学放送局(RBC)がUstreamを用いて中継を行っている。
- 2011年からは、rtv  がDiv.1の試合をオンライン生中継している。放送後は、rtvホームページで映像をみることができる。

### 解説者・アナウンサー
関西学生リーグの中継に携わっている解説者・アナウンサーは以下の通りである。対戦する両校OBが1人ずつ、2人で解説を行うことが多い。
- 解説者
  - 濱田篤則（元関西学院大学RB、関西アメリカンフットボール協会審判部）※主に毎日放送・GAORAの中継で担当（よみうりテレビの中継の審判員としてTVに映ったこともある）
  - 前島純（元関西学院大学RB）※主に読売テレビの中継で担当
  - 石田力哉（元関西学院大学主将、DL/LB）
  - 東海辰弥（元京都大学QB）
  - 阿部拓朗（元京都大学LB 1996年ポール・ラッシュ杯受賞）
  - 西村大介（元京都大学主将、DL)、京都大学コーチ）
  - 平井英嗣（前立命館大学総監督、関西学生アメリカンフットボール連盟理事長）
  - 近藤祐司（元立命館大学DB、スポーツアンカー）
  - 河口正史（元立命館大学LB）
- アナウンサー
  - 尾山憲一（読売テレビ）
  - 清水健（元読売テレビアナウンサー　中央大学アメリカンフットボール部OB）
  - 森本栄浩（毎日放送） ※GAORAの中継も担当
  - 結城哲郎（毎日放送） ※GAORAの中継も担当
  - タージン（アナウンサーではないが、2006年サンテレビで実況を担当）
- MC
  - 有馬隼人「関西学生アメリカンフットボールハイライト」（GAORA）(関西学院大学元QB、元TBSアナウンサー)